# Mek'ele
Mek'ele é uma cidade no norte da Etiópia, é a capital da província de Tigré.
Está localizado a cerca de 780 quilômetros ao norte da capital Addis Ababa, em uma altitude de 2.254 metros acima do nível do mar. Mekelle é o centro econômico, cultural e político do norte da Etiópia.